# Operace Seelöwe

Plán operace

Operace Seelöwe (v překladu Operace Lvoun, někdy anglicky Operace Sealion) byl plán nacistického Německa na invazi do Velké Británie. Původně se měla uskutečnit v roce 1940, poté byla nejprve odložena a nakonec opuštěna.
Tato operace měla představovat řešení válečné situace v případě odmítnutí mírové dohody, kterou Hitler Velké Británii ve svém projevu z 19. července 1940 nabídl (tzv. apel na rozum). Když k odmítnutí skutečně došlo, zintenzivnilo Německo leteckou bitvu o Británii, která měla vést ke zničení RAF a poskytnout německé straně vzdušnou převahu bezpodmínečně nutnou pro úspěšné vylodění a bezpečné zásobování vyloděných jednotek. K tomu však nedošlo, a jelikož bez splnění této podmínky byla operace příliš riskantní až neproveditelná, byla nejprve odložena a posléze odložena na neurčito.

## Rozpory v německém velení
Plánování invaze dostalo velení pozemních sil a německá admiralita. Luftwaffe se plánování neúčastnila, neboť jak chlubně ujistil říšský maršál Hermann Göring německý generální štáb, „jeho“ Luftwaffe v krátkém čase získá totální leteckou nadvládu nad Anglií, čímž naprosto zlomí britský odpor a vylodění se tak stane symbolickou akcí bez většího boje. Konečně na nutnosti ovládat vzdušný prostor se shodli všichni odpovědní velitelé, a i sám Adolf Hitler si při své megalománii byl vědom, že bez tohoto kroku nelze o invazi ani uvažovat.
Zatímco v tomto bodu panovala všeobecná shoda, dále byla spolupráce obou složek německé branné moci velmi problematická díky pohledu na úspěšnost invaze. Velitel německé Kriegsmarine, admirál Erich Raeder, si byl vědom slabosti německé hladinové flotily (která navíc utrpěla těžké ztráty během invaze do Norska) a jeho vztah k operaci Seelöwe byl víc než odmítavý. Němci postrádali krom dostatečného počtu vojenských také vhodná výsadková plavidla, o čemž svědčí fakt, že se většina invazní armády měla dostat na anglické pobřeží na prámech tažených remorkéry, což nahánělo husí kůži každému námořnímu veliteli. Raeder nevěřil, že i přes leteckou převahu Luftwaffe by Royal Navy zůstala pasivní a nepokusila se invazní síly napadnout. Naopak ve velení pozemních vojsk (OKH) panoval jiný pohled na věc. Náčelník generálního štábu generálplukovník Franz Halder byl zpočátku rezervovaný, ale během července 1940 zcela obrátil a stal se jedním z největších zastánců invaze. OKH vnímala vylodění jako „přechod o trochu širšího vodního toku“, který se dá zvládnout skoro ženijními prostředky. Tento optimismus lze pochopit, neboť německá armáda dosud námořní výsadky nijak neprováděla, takže většina generálů neznala úskalí při provádění operací tohoto druhu.
O napjatém vztahu nejlépe svědčí vzájemné hodnocení plánů. O verzi Kriegsmarine, navrhující vylodit vojska mezi městy Dover a Ramsgate, se Halder opovržlivě vyjádril, že je to totéž, jako kdyby „nechal projít svoje vojsko mlýnkem na maso“. Na adresu maximalistické verze OKH požadující vylodění mezi Doverem a přístavem Portsmouth spolu s vedlejší výsadkovou operací na ostrově White šéf operačního oddělení námořnictva admirál Otto Schniewind jedovatě poznamenal že „si přeje vojáky vysadit na pobřeží, nikoliv na mořském dně“. Situaci nakonec musel řešit Hitler kompromisní variantou invaze mezi Doverem a městem Brighton, což byla menší verze armádního plánu. Tento kompromis sice nikoho nenadchl, ale oba štáby začaly podle tohoto vzoru vypracovávat společný plán invaze.

## Odklad na neurčito
Původní termín operace – 15. srpen – byl pouze zbožným Göringovým přáním. Ani jeho posunutí na 15. září situaci neřešilo, neboť Luftwaffe neustále narážela na houževnatý odpor RAF a námořnictvo stále nemělo shromážděn dostatečný počet transportních plavidel, takže ani tento termín se ani při dobré vůli nedařilo uskutečnit. Začátkem října Raeder konstatoval, že doposud vhodné počasí bude co nevidět minulostí, což nakonec donutilo Hitlera operaci odložit napřed na květen 1941, ale ve skutečnosti na neurčito, neboť tento termín by vážně zkomplikoval provedení operace Barbarossa.